# Alfred Neveu
Alfred Neveu (* 24. Dezember 1890 in Leysin; † 20. Mai 1975 ebenda) war ein Schweizer Bobfahrer und Olympiateilnehmer von 1924. 
Gemeinsam mit Eduard Scherrer, Heinrich Schläppi und Alfred Schläppi gewann Neveu im Bob Acrobate Gold bei den I. Olympischen Winterspielen 1924 in Chamonix.